# توساشیمیزو، کوچی
توساشیمیزو در استان کوچی در کشور ژاپن واقع شده‌است که دارای جمعیت ۱۷٬۴۲۱ نفر و مساحت ۲۶۶٫۵۴ کیلومتر مربع با تراکم جمعیت ۶۵٫۴ نفر در کیلومترمربع است و در تاریخ ۱ اوت ۱۹۵۴ به عنوان شهر شناخته شد.